# تغییر جهانی

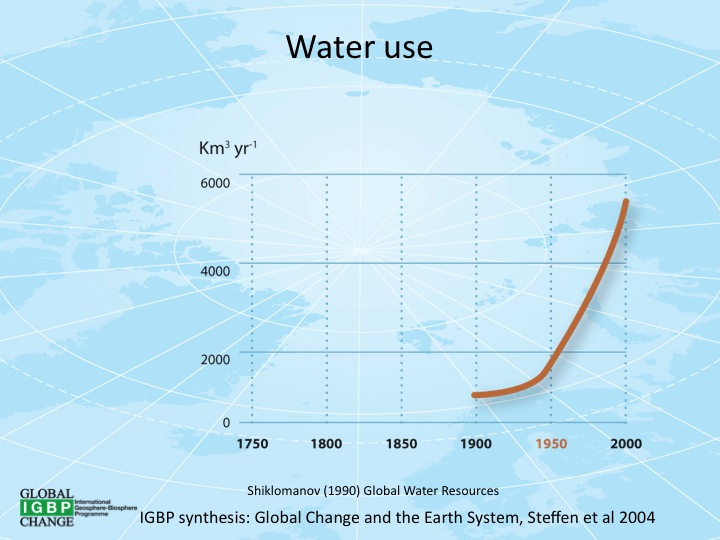
نمودار میزان مصرف جهان آب

تغییر جهانی (به انگلیسی: Global change) در معنای گسترده به تغییر در مقیاس سیاره‌ای در سیاره زمین اشاره دارد. معمولاً برای دربر گرفتن انواع تغییر مرتبط با افزایش سریع فعالیت‌های انسانی که از اواسط سده بیستم آغاز شد، استفاده می‌شود، یعنی شتاب بزرگ. در حالی که این مفهوم از پژوهش‌ها دربارهٔ تغییرات اقلیمی سرچشمه می‌گیرد، از آن برای اتخاذ دیدگاهی جامعتر در مورد همه گونه تغییر رخ‌داده استفاده می‌شود. تغییر جهانی به تغییر سیستم کره زمین گفته می‌شود که به‌طور کامل با اجزای فیزیکی‌ و شیمیایی و زیستی در حال تعامل و همچنین تأثیر جوامع بشری بر اجزا و بر عکس آن، درمان می‌شود؛ بنابراین، تغییر از طریق دانش سیستم زمین بررسی می‌شود.